# Mięśnie kończyny dolnej
Mięśnie kończyny dolnej – grupa mięśni działających na stawy kończyny dolnej. Mięśnie te charakteryzują się znacznym przekrojem fizjologicznym, co związane jest z funkcją kończyny dolnej.
Mięśnie kończyny dolnej człowieka topograficznie można podzielić na:
- mięśnie obręczy kończyny dolnej
- mięśnie uda
- mięśnie goleni
- mięśnie stopy[1]

Do grupy pierwszej z wymienionych grup zalicza się również mięśnie, które nie rozpoczynają się na kościach miednicy, jednak działają wyłącznie na staw biodrowy.